# 皮利片基 (科澤利希納區)
49°2′15″N 33°58′23″E / 49.03750°N 33.97306°E
皮利片基（烏克蘭語：Пилипенки），是烏克蘭中部的村莊，隸屬波爾塔瓦州的克雷門丘克區。該村距離波魯巴伊和克里尼奇涅1.5公里，海拔高度92米，2001年人口95。